# 신원 관리
신원 관리, 아이덴티티 관리(Identity management, IdM), 신원 및 액세스 관리(identity and access management, IAM 또는 IdAM)는 올바른 사용자(기업에 연결되거나 기업 내부에 연결된 생태계의 일부)가 기술 자원에 대한 적절한 액세스 권한을 갖도록 보장하는 정책 및 기술의 프레임워크이다. IdM 시스템은 IT 보안 및 데이터 관리라는 포괄적인 범위에 속한다. 신원 및 액세스 관리 시스템은 IT 리소스를 활용할 개인의 액세스뿐만 아니라 직원이 액세스해야 하는 하드웨어 및 애플리케이션에 대한 액세스를 식별, 인증 및 제어한다.
신원 관리는 점점 더 다양해지는 기술 환경에서 리소스에 대한 적절한 액세스를 보장하고 점점 더 엄격해지는 규정 준수 요구 사항을 충족해야 하는 요구 사항을 해결한다.
"신원 관리"(IdM) 및 "신원 및 액세스 관리"라는 용어는 ID 액세스 관리 영역에서 같은 의미로 사용된다.
신원 관리 시스템, 제품, 애플리케이션 및 플랫폼은 개인, 컴퓨터 관련 하드웨어 및 소프트웨어 애플리케이션을 포함하는 엔터티에 대한 식별 및 보조 데이터를 관리한다.
신원 관리는 사용자가 ID를 얻는 방법, 역할, 때로는 ID가 부여하는 권한, 해당 ID의 보호, 해당 보호를 지원하는 기술(예: 네트워크 프로토콜, 디지털 인증서, 비밀번호 등)과 같은 문제를 다룬다.

## 같이 보기
- 접근 제어
- 인증
- 허가 (컴퓨터 과학)
- 디렉토리 서비스
- 다요소 인증
- OAuth
- 오픈아이디
- 역할 기반 접근 제어
- 통합 인증